# Dansk Melodi Grand Prix 2007
Der 37. Dansk Melodi Grand Prix 2007 fand zwischen dem 26. Januar 2007 und dem 10. Februar 2007 statt und war der dänische Vorentscheid für den Eurovision Song Contest 2007 in Helsinki (Finnland).

## Format

### Konzept
2007 wurden erstmalig zwei Halbfinale im Fernsehen ausgetragen. Von den jeweils acht antretenden Teilnehmern qualifizierten sich jeweils vier direkt für das Finale, die verbliebenen Teilnehmer traten in zwei im Radio ausgetragenen Second Chance-Runden erneut an, wobei sich in beiden Sendungen jeweils nur ein Beitrag für das Finale qualifizierten konnte, sodass im Finale zehn Teilnehmer am Wettbewerb teilnahmen.

## Halbfinale

### Erstes Halbfinale
Das erste Halbfinale fand am 26. Januar 2007 im Musikteatret in Holstebro statt.
| Platz | Startnr. | Interpret             | Lied                         |
| ----- | -------- | --------------------- | ---------------------------- |
| 1.–4. | 2        | Jacob Andersen        | Listen to Love               |
| 1.–4. | 4        | Annete Heick          | Copenhagen Airport           |
| 1.–4. | 5        | Dannie Elmo           | Meaning of Life              |
| 1.–4. | 7        | Annika Askman         | Fly                          |
| 5.–8. | 1        | Christoffer Brodersen | Paparazzi                    |
| 5.–8. | 3        | Olau und Dariana      | Flammer indeni               |
| 5.–8. | 6        | Heidi Degn            | Standing on Top of the World |
| 5.–8. | 8        | Cammille              | It Ain't for the Money       |

 Kandidat hat sich für das Finale qualifiziert.
 Kandidat hat sich für die Second Chance-Runde qualifiziert.

### Zweites Halbfinale
Das zweite Finale fand am 2. Februar 2007 in der Aalborghallen in Aalborg statt.
| Platz | Startnr. | Interpret                     | Lied                         |
| ----- | -------- | ----------------------------- | ---------------------------- |
| 1.–4. | 5        | Stig Rossen                   | Så nær som nu                |
| 1.–4. | 6        | Katrine Falkenberg            | It's a Beautiful Day         |
| 1.–4. | 7        | James Sampson                 | Say You Love Me              |
| 1.–4. | 8        | Me & My                       | Two are Stronger than One    |
| 5.–8. | 1        | DQ                            | Drama Queen                  |
| 5.–8. | 2        | Aud Wilken                    | Husker du                    |
| 5.–8. | 3        | Jørgen Olsen (Olsen Brothers) | Vi elsker bare dansker piger |
| 5.–8. | 4        | Julie Lund                    | Merhaba                      |

 Kandidat hat sich für das Finale qualifiziert.
 Kandidat hat sich für die Second Chance-Runde qualifiziert.

## Second Chance
In den zwei ausgetragenen Second Chance-Runden qualifizierten sich zwei Teilnehmer für das Finale.
| Platz | Angetreten in    | Interpret                     | Lied                         |
| ----- | ---------------- | ----------------------------- | ---------------------------- |
| 1.–2. | P3 Second Chance | DQ                            | Drama Queen                  |
| 1.–2. | P4 Second Chance | Jørgen Olsen (Olsen Brothers) | Vi elsker bare dansker piger |
| 3.–8. | P3 Second Chance | Aud Wilken                    | Husker du                    |
| 3.–8. | P3 Second Chance | Cammille                      | It Ain't for the Money       |
| 3.–8. | P3 Second Chance | Julie Lund                    | Merhaba                      |
| 3.–8. | P4 Second Chance | Christoffer Brodersen         | Paparazzi                    |
| 3.–8. | P4 Second Chance | Heidi Degn                    | Standing on Top of the World |
| 3.–8. | P4 Second Chance | Olau und Dariana              | Flammer indeni               |

## Finale

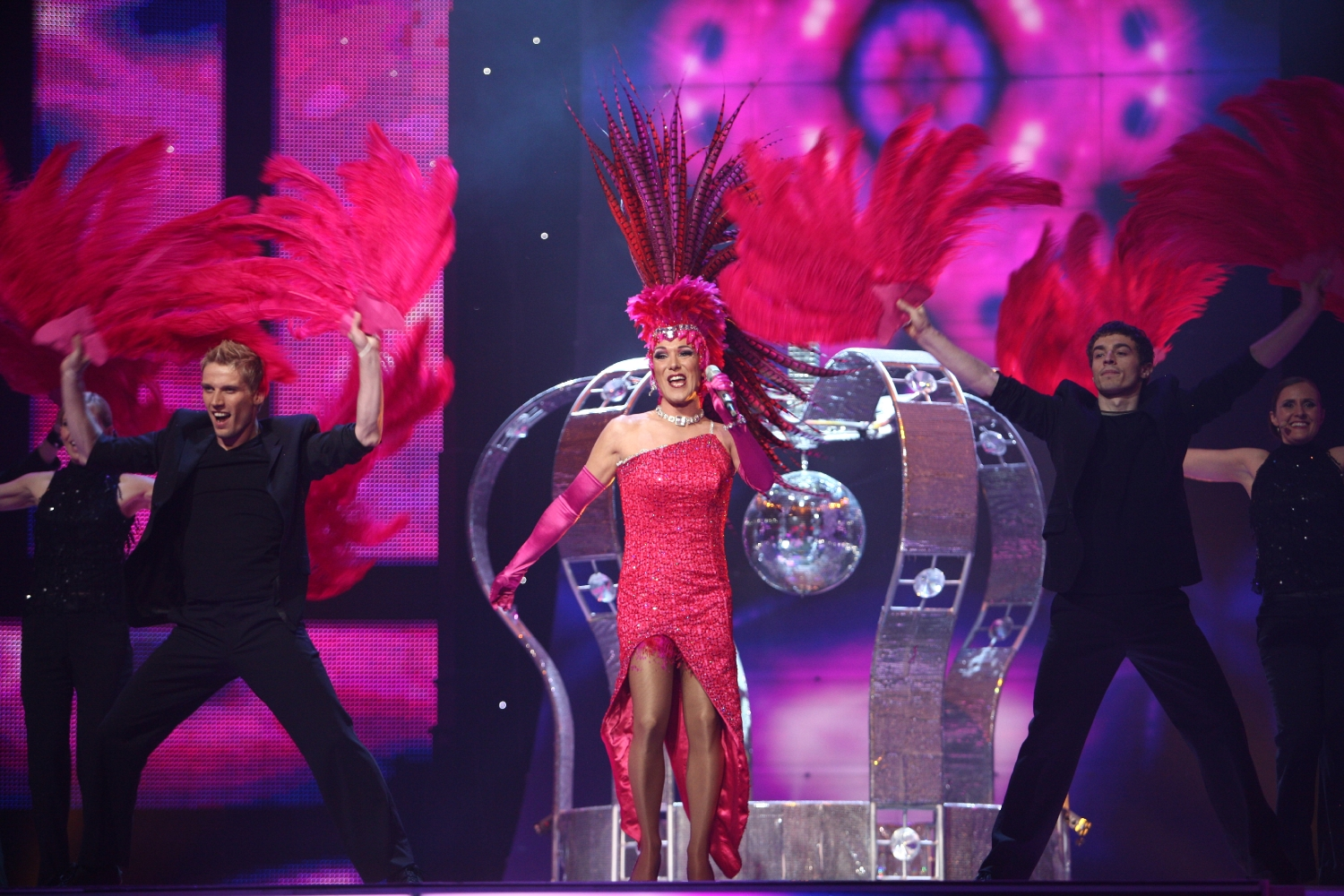
DQ gewann den DMGP 2007

Das Finale fand am 10. Februar 2007 im Forum Horsens in Horsens statt.
| Platz | Startnr. | Interpret          | Lied                         |     |    |    |             |
| ----- | -------- | ------------------ | ---------------------------- | --- | -- | -- | ----------- |
| Platz | Startnr. | Interpret          | Lied                         | 01. | 10 | DQ | Drama Queen |
| 02.   | 9        | James Sampson      | Say You Love Me              |     |    |    |             |
| 03.   | 8        | Stig Rossen        | Så nær som nu                |     |    |    |             |
| 04.   | 4        | Katrine Falkenberg | It's a Beautiful Day         |     |    |    |             |
| 05.   | 5        | Jacob Andersen     | Listen to Love               |     |    |    |             |
| 06.   | 2        | Me & My            | Two are Stronger than One    |     |    |    |             |
| 07.   | 1        | Annette Heick      | Copenhagen Airport           |     |    |    |             |
| 07.   | 3        | Annika Askman      | Fly                          |     |    |    |             |
| 07.   | 6        | Jørgen Olsen       | Vi elsker bare dansker piger |     |    |    |             |
| 07.   | 7        | Dannie Elmo        | Meaning of Life              |     |    |    |             |